# Хопкинс, Микаэль
Микаэ́ль Хо́пкинс (англ. Mikael Hopkins; род. 23 июня 1993, Вашингтон, округ Колумбия, США) — американский и венгерский баскетболист, играющий на позиции тяжёлого форварда.

## Карьера
Свою студенческую карьеру Хопкинс провёл, играя за «Джорджтаун Хойяс». После окончания университета играл в командах второго дивизиона Турции.
В августе 2018 года перешёл в «Балкан» из Ботевграда. В составе команды стал чемпионом Болгарии. Также принимал участие в матчах Кубка Европы ФИБА. Его средняя статистика за 16 игр составила 14,7 очка и 8,3 подбора.
В июле 2019 года подписал контракт ср словенской «Цедевита-Олимпией». В сезоне 2020/2021 принял участие в общей сложности в 49 матчах, набирая в среднем 10,1 очка и 6,3 подбора. По итогам сезона Микаэль стал чемпионом Словении.
В начале августа 2021 года стал игроком итальянской «Реджаны». Вместе с командой Хопкинс дошёл до финала Кубка Европы ФИБА. Его средняя статистка в 17 встречах турнира — 11,2 очка и 6,6 подбора.
В августе 2023 года перешёл в красноярский «Енисей».
В июне 2024 года Хопкинс подписал контракт с японским клубом «Фукусима Файрбондз».
Летом 2025 года перешел в пермскую «Парму».

## Сборная Венгрии
Начиная с 2022 года Хопкинс регулярно привлекается к играм за сборную Венгрии. В августе 2022 года Микаэль был вызван в сборную для участия в Евробаскете-2022.

## Достижения
- Серебряный призёр Кубка Европы ФИБА: 2021/2022
- Чемпион Болгарии: 2018/2019
- Чемпион Словении: 2020/2021